# مدیریت منابع انسانی
مدیریت منابع انسانی (یا به اختصار منابع انسانی) (به انگلیسی: Human resource management)، عبارت است از فرایند کار کردن با افراد، به‌طوری‌که این افراد و سازمان‌شان به توانمندی کاملی دست یابند، حتی زمانی که تغییر، نیاز به کسب مهارت‌های جدید، تقبل مسئولیت‌های جدید و شکل جدیدی از روابط را ملزم باشد. در واقع مدیریت منابع انسانی استفاده از نیروی انسانی در جهت اهداف سازمان است و شامل فعالیت‌هایی نظیر کارمندیابی ، آموزش، حقوق و دستمزد و روابط سازمانی می‌شود. به عبارتی دیگر مدیریت منابع انسانی تابعی در سازمان است که عملکرد کارکنان را در خدمت‌رسانی به اهداف استراتژیک کارفرما، به حد اعلا می رساند. مدیریت منابع انسانی به دنبال یافتن چگونگی مدیریت افراد در سازمان‌ها، با تمرکز بر سیاست‌ها و سیستم‌ها است. واحدها و بخش‌های مدیریت منابع انسانی، خصوصاً مسئول عده‌ای از فعالیت‌ها، از جمله استخدام، آموزش و توسعه، ارزیابی عملکرد و پاداش و جزا (برای مثال مدیریت سیستم حقوق و مزایا) می‌باشد. همچنین مدیریت منابع انسانی به روابط صنعتی توجه دارد، که همان تعادل در اعمال سازمانی با قوانین ناشی از بحث‌های بین کارکنان و مدیران و قوانین دولتی است.
در ابتدا علم مدیریت ارجحیت و اولویت را به سازمان می‌داد تا منابع انسانی، اما امروزه توجه علم مدیریت به منابع انسانی معطوف است.
مدیریت منابع انسانی محصول جنبش روابط بشری در اوایل قرن بیستم است، زمانی که محققان شروع به مستندسازی روش‌های ایجاد ارزش‌های کسب‌وکار به وسیله مدیریت استراتژیک نیروی کار کردند. این تابع در ابتدا تحت تأثیر کارهای معاملاتی، مانند سازمان حقوق و مزایا بود، اما با توجه به جهانی شدن، تقویت شرکت‌ها، پیشرفت تکنولوژی، و تحقیقات بعدی، اکنون مدیریت منابع انسانی بر ابتکارات استراتژیک مانند ادغام و تملیک، مدیریت استعداد، برنامه‌ریزی جانشینی روابط صنعتی و روابط کاری، چندگانگی فرهنگ و گنجایش است.
ممکن است در شرکت‌های نوپا وظایف مربوط به مدیریت منابع انسانی به وسیله متخصصان آموزش دیده اجرا شود. در شرکت‌های بزرگ‌تر، یک گروه تمام کارآمد، با داشتن کارکنانی متخصص در وظایف مختلف منابع انسانی و رهبری وظیفه‌شناس که در تصمیم‌گیری استراتژیک در کسب‌وکار نقش دارد، خود را وقف اجرای قوانین می‌کند. به منظور آموزش کارکنان، موسسات تحصیلات عالی، انجمن‌های تخصصی، خود شرکت‌ها برنامه‌هایی برای مطالعه ایجاد کرده‌اند، که به وظایف این بخش اختصاص دارند. با توجه به شواهد، سازمان‌های آکادمیک و انسانی نیز به دنبال به کار گرفتن و پیش بردن رشته مدیریت منابع انسانی‌اند. همچنین با توجه به مقالات تحقیقاتی چاپ شده در بسیاری از مجلات آکادمیک، مدیریت منابع انسانی، رشته‌ای از مطالعات تحقیقاتیست که در زمینه مدیریت و روان‌شناسی صنعتی و سازمانی از محبوبیت بالایی برخوردار است. در واقع مدیریت منابع انسانی با علومی چون مدیریت رفتار، روان‌شناسی صنعتی (روانشناسی کار)، اقتصاد نیروی انسانی، آمار و کامپیوتر ارتباطی تنگاتنگ دارد. مدیریت منابع انسانی باید برای سازمان‌ها ارزش‌آفرینی کند. این ارزش‌آفرینی هم برای ذی‌نفعان داخلی و هم ذی‌نفعان خارجی است. ذینفعان داخلی کارکنان و سازمان هستند در حالی که ذی‌نفعان خارجی مشتریان سازمان، سرمایه‌گذاران و همچنین جامعه است.
در محیط کاری فعلی، تمام شرکت‌های جهانی بر ابقای استعداد و آگاهی نیروی کار تمرکز دارند. تمام شرکت‌ها می‌کوشند تا ترک خدمت کارکنان را کاهش دهند و آگاهی آنان را ارتقاء بخشند. استخدام نیروی کار تازه نه تنها هزینه‌های بالایی به بار می‌آورد، بلکه خطر آمدن افرادی را که نتوانند جای فردی را که قبلاً در آن منصب کار می‌کرد، پر کنند، را افزایش می‌دهد. بخش مدیریت منابع انسانی تلاش می‌کند تا با پیشنهاد دادن مزایای جذاب به کارکنان، خطر از دست دادن آگاهی را کاهش دهند.
مشاوره منابع انسانی (HR consulting) به معنای ارائه مشاوره‌ها و خدمات حرفه‌ای در زمینه مدیریت منابع انسانی یا عملکرد سازمانی مرتبط با نیروی کار است. این نوع خدمات به سازمان‌ها کمک می‌کند تا بهترین استراتژی‌ها و رویکردها را در استخدام، توسعه، انگیزش، ارزیابی و حفظ منابع انسانی خود اجرا کنند.
بعضی از خدمات و مشاوره‌های ارائه شده توسط مشاورین منابع انسانی عبارتند از:
- استراتژی‌های منابع انسانی: مشاوره در تعیین و تدوین استراتژی‌های منابع انسانی که با هدف‌ها و رویکردهای سازمان هماهنگ باشند.
- استخدام و جذب نیروی کار: مشاوره در جذب و استخدام نیروهای متخصص و مطابق با نیازهای سازمان.
- آموزش و توسعه: مشاوره در تعیین نیازهای آموزشی نیروی کار و ارائه برنامه‌های توسعه حرفه‌ای.
- ارزیابی عملکرد: مشاوره در طراحی سیستم‌های ارزیابی عملکرد و بهبود عملکرد کارکنان.
- مدیریت عملکرد: مشاوره در اجرای فرآیندهای مدیریت عملکرد و ارتقاء عملکرد کارکنان.
- طراحی ساختار سازمانی: مشاوره در طراحی و بهبود ساختار سازمانی و تعیین وظایف و مسئولیت‌ها.
- مدیریت پاداش و مزایا: مشاوره در تعیین سیاست‌ها و برنامه‌های پاداش و مزایا به‌منظور حفظ و انگیزش کارکنان.
- مشکلات ارتباطی و رفتار سازمانی: مشاوره در مدیریت مشکلات رفتاری و ارتباطی کارکنان و بهبود فرهنگ سازمانی.

مشاوره منابع انسانی باعث افزایش بهره‌ وری، ارتقاء فرهنگ سازمانی، کاهش نیازمندی به جبران تغییرات نیروی کار و ایجاد روابط کاری بهتر می‌شود. این خدمات به سازمان‌ها کمک می‌کنند تا به بهترین شکل از نیروی کار خود بهره‌برداری کنند و در مسیر رشد و توسعه پیش بروند.

## وظایف مشاوره منابع انسانی
مشاور منابع انسانی به‌عنوان یک متخصص کلیدی در سازمان، نقش مهمی در مدیریت و توسعه سرمایه‌های انسانی ایفا می‌کند. این وظایف شامل موارد زیر است:
1. پشتیبانی از مدیریت منابع انسانی : تحلیل عملکرد بخش منابع انسانی و ارایه پیشنهادات برای بهبود فرآیندها.
2. طراحی شرح وظایف و شایستگی‌ها : یکپارچه‌سازی ساختار نیروی انسانی با تدوین شرح وظایف و طبقه‌بندی مشاغل.
3. مدیریت عملکرد : تدوین و بازنگری سیاست‌های ارزیابی عملکرد کارکنان.
4. انطباق با قوانین : تضمین رعایت قوانین کار، تامین اجتماعی و مالیات در برنامه‌ها و استراتژی‌های سازمان.
5. تهیه گزارش‌ها : ارایه گزارش‌های دقیق برای تصمیم‌گیری‌های آگاهانه مدیران.
6. مدیریت تغییرات : تسهیل تغییرات در گردش کار و سازمان‌دهی نیروی انسانی.
7. ممیزی و ارزیابی : انجام ممیزی‌های دوره‌ای برای شناسایی نقاط قوت و ضعف و برنامه‌ریزی برای بهبود مستمر.
8. برگزاری جلسات آموزشی : ارتقای دانش و مهارت مدیران و کارکنان از طریق آموزش‌های تخصصی.
9. برنامه‌ریزی نیروی انسانی : محاسبه نیازمندی‌های نیروی انسانی و ارائه برنامه‌های جذب، استخدام و توسعه.

این نقش‌ها به سازمان‌ها کمک می‌کند تا به‌طور موثرتری از منابع انسانی خود استفاده کنند و به اهداف استراتژیک نزدیک‌تر شوند. 

### پیشرفت‌های تئوری سابق
مدیریت منابع انسانی در اوایل قرن بیستم پایه‌گذاری شد و تحت تأثیر فردریک وینسلو تیلور (۱۸۵۶–۱۹۱۵) قرار گرفت. تیلور توصیف کرد که واژهٔ مدیریت علمی (که بعدها با واژهٔ «تیلوریسم» بیان می‌شد) به چه معناست و تلاش کرد که بهره‌وری اقتصادی را در شغل‌های مولد افزایش دهد. او در نهایت یکی از اصلی‌ترین ورودی‌ها را وارد فرایند تولید (کار) کرد و سعی در کشف بهره‌وری نیروی کار نمود.
جنبش روابط بشری از تحقیقات التون مایو و دیگران سرچشمه گرفت که نشان می دهد مطالعات هاثرون (۱۹۲۴–۱۹۳۲) چقدر محرک بود، که بدون ارتباط به غرامت مالی و شرایط کاری، کارکنان مفید بیشتری را آماده می کرد. تلاش‌های معاصر به وسیله آبراهام مزلو، کورت لوین، ماکس وبر (۱۸۶۴–۱۹۲۰)، دیوید مک کللند ترجمه  فرهاد محمدسلیمی  و فردریک هرزبرگ(۱۹۱۷–۱۹۹۸) پایه‌های مطالعات روان‌شناسی صنعتی و سازمانی، رفتار سازمانی و نظریه سازمانی را بنا نهاد، و برای مباحث علمی فضایی جدید ایجاد کرد.

### تولد و تکامل این مبحث
درحالی که مدرک نظری کافی برای ایجاد شرایط کسب‌وکار به منظور مدیریت استراتژیک نیروی کار وجود داشت، تغییرات چشم‌انداز کسب‌وکار (اندرو کارنی و جان راکفلر) و سیاست عمومی (سیدنی وب و بئاتریس وب، فرانکلین دلانو روزولت و نیو دیل) رابطه کارکن-کارفرما را تغییر داد که این موضوع در قالب «روابط صنعتی و روابط کاری» مطرح شد. در ۱۹۱۳، یکی از قدیمیترین انجمن‌های تخصصی مدیریت منابع انسانی، مؤسسه خبره پرسنل و توسعه، با عنوان «انجمن رفاه کارکنان»، در انگلستان تأسیس شد و یک دهه بعد، نامش را به «مؤسسه رفاه کارکنان صنعتی» تغییر داد و دوباره در دهه بعد، پیش از نام فعلی خود، نام «مؤسسه مدیریت کار» را برگزید. همچنین در ایالات متحده، در سال ۱۹۴۵، اولین انجمن تحصیلات عالی اختصاص یافته به مطالعات محل کار (دانشکده روابط صنعتی و کاری)، در دانشگاه کرنل شکل گرفت.
در طول نیمه دوم قرن بیستم، درحالی که مدیریت نیروی کار به گسترش تأثیر خود در سازمان ادامه می‌داد، عضویت اتحادیه به شکل قابل توجهی کاهش یافت. «روابط صنعتی و کاری» شروع به اشاره به موضوعاتی دربارهٔ ارائه جمعی کرد، و بسیاری از شرکت‌ها آغاز به اشاره به این حرفه به عنوان «سازمان شخصی» کردند. در سال ۱۹۴۸، آنچه که بعدها به بزرگترین انجمن مدیریت منابع انسانی تبدیل شد، (جامعه مدیریت منابع انسانی)، با عنوان «جامعه آمریکایی برای سازمان شخصی» تأسیس گشت.
با نزدیک شدن به قرن ۲۱ام، پیشرفت‌های حاصله در حمل‌ونقل و ارتباطات، به پویایی و همکاری نیروی کار کمک کرد. شرکت‌ها به نگاه کردن به کارکنان با دید سرمایه‌های گران‌بها به جای چرخ‌دنده‌های یک ماشین، روی آوردند. در نتیجه «مدیریت منابع انسانی» به واژه‌ای عمده برای آن عملکرد تبدیل شد (شرکت آمریکایی نام خود را در سال ۱۹۹۸ تغییر داد). مدیریت سرمایه انسانی گاهی معادل مدیریت منابع انسانی به کار می‌رود اگرچه سرمایه انسانی به دید محدودتری از منابع انسانی اشاره دارد؛ برای مثال آگاهی که افراد دارند و می‌توانند در سازمان گسترش دهند. همچنین، گاهی وقت‌ها برای توصیف این رشته، از واژگان دیگری مانند «مدیریت سازمانی»، «مدیریت نیروی انسانی»، «مدیریت استعداد»، «مدیریت فردی» و «مدیریت افراد»، استفاده می‌کنند.
موضوع منابع انسانی در مجموعه‌های تلویزیونی، فیلم‌ها و کارتون‌های مختلفی به تصویر کشیده شده است. 
در سریال تلویزیونی آمریکایی اداره، توبی فلندرسون، نماینده منابع انسانی، گاهی اوقات نق می‌زند، زیرا به‌طور مداوم سیاست‌های شرکت و قوانین دولتی را به کارکنان یادآوری می‌کند. 
یک سریال کارتونی طولانی با نام دیلبرت، نیز با استفاده از شخصیت کاتبرت، «مدیر بدذات منابع انسانی»، سیاست‌های زجرآور مدیریت منابع انسانی را به تصویر می‌کشد. 
به علاوه، یک مدیر منابع انسانی، شخصیت اصلی فیلم اسرائیلی مدیر منابع انسانی ساخته شده در سال ۲۰۱۰ بوده و پیش از آن فیلم فرانسوی منابع انسانی در سال ۱۹۹ ساخته شده‌است. به علاوه، در طنز تلویزیونی دینرلیدیز که از شبکه بی‌بی‌سی پخش می‌شد، شخصیت اصلی (فیلیپس) یک مدیر منابع انسانی بود.
در مدیریت منابع انسانی چندین شیوه مهم برای حمایت از استراتژی سازمان‌ها وجود دارد که عبارت‌اند از:
- تحلیل کار و طراحی شغل: شامل شناسایی و دسته بندی مسئولیت ها و وظایف مرتبط به همراه توصیفی از شرایط کار است.

 این فرآیند مشخص می‌کند چه تعداد پرسنل با مهارت و دانش خاص برای سازمان نیاز است.
- برنامه‌ریزی منابع انسانی:[پانویس ۲] برآورد نیازهای آینده سازمان بر اساس تقاضا و عرضه ی نیروی کار در بازار کار و جذب کارکنانی توانمند
- گزینش:[پانویس ۳] انتخاب کارکنان متناسب بر اساس شایستگی های شغل و نیازهای سازمان
- آموزش و توسعه:[پانویس ۴] آموزش کارکنان برای انجام وظایف خود و آماده‌سازی آن‌ها برای شغل های آینده
- مدیریت عملکرد: [پانویس ۵] در گذشته به معنی سنجش کارایی کارکنان بود. اما در شیوه های نوین شامل چرخه ای است که شامل هدف گذاری، پایش عملکرد، بازخورد و ارزیابی عملکرد می شود
- پاداش به کارکنان[پانویس ۶] یا جبران خدمت کارکنان به دنبال محاسبه و پرداخت عادلانه به کارکنان بر اساس شرایط بازار کار است.
- روابط کارکنان:[پانویس ۷] خلق محیط مناسب کاری

اگر سازمانی تمام این شیوه‌ها را به خوبی مدیریت کند، بهترین بازده را خواهد داشت. در سازمان‌هایی با مدیریت منابع انسانی مؤثر، کارکنان و مشتریان تمایل به رضایت بیشتری دارند و از طرف دیگر، سازمان نیز بیشتر تمایل به نوآوری داشته و بهره‌وری بیشتری دارد و در نتیجه شهرت بیشتری نیز در جامعه پیدا می‌کند.
اما متخصصان منابع انسانی با تمرکز بر سه راه‌حل می‌توانند باعث ارزش‌آفرینی شوند. اولین راهکار تمرکز بر مدیریت استعداد است که به سطح فردی برمی‌گردد. نیروی کار متعهد، قابل و نتیجه‌بخش از این طریق پرورش می‌یابد. دومین راهکار تمرکز بر سازمان است که با ارتقای فرهنگ سازمانی و توسعه سازمانی حاصل می‌شود. ترکیب این دو به راهکار سوم که رهبری است، می‌رسد. اما این راهکارها از طریق تمرکز بر مدیریت منابع انسانی باید اجرا گردد و در این زمینه چهار مقوله مهم است:
1. سازماندهی واحد منابع انسانی
2. تمرکز بر اقدامات منابع انسانی مانند مدیریت کارکنان، حقوق و دستمزد و آموزش و توسعه.
3. متخصصان منابع انسانی و افرادی که در این حوزه کار می‌کنند.

دیوید اولریچ وظایف منابع انسانی را بدین‌گونه بیان می‌کند: هم‌سطح کردن منابع انسانی و استراتژی کسب‌وکار، از نوع مهندسی کردن فرآیندهای سازمانی، شنیدن و پاسخ‌گویی به کارکنان، مدیریت انتقال و تغییرات.
در سطح گسترده، مدیریت منابع انسانی مسئول نظارت بر رهبری و فرهنگ سازمانی است. همچنین مدیریت منابع انسانی موافقت با قانون کار اطمینان می‌دهد. این قانون با تغییر جغرافیایی تغییر می‌کند، و اغلب بر سلامت، ایمنی، و امنیت نظارت دارد. در شرایطی که کارکنان علاقه مندند و این اجازه را دارند که یک توافق جمعی صورت دهند، مدیریت منابع انسانی به‌طور ویژه، به عنوان رابط اصلی شرکت با نماینده کارکنان (اغلب به عنوان اتحادیه کار) وارد تعامل می‌شود. در نتیجه، مدیریت منابع انسانی، در تلاش لابی‌گری با آژانس‌های دولتی (از جمله در ایالات متحده، وزارت کار ایالات متحده و شورای روابط ملی کار) است.
این موضوع شامل مدیریت پویایی، به ویژه موارد مربوط به مهاجران می‌باشد؛ و اغلب شامل ادغام و تملیک می‌باشد. منابع انسانی اغلب به عنوان وظایف پشتیبانی کسب‌وکار دیده می‌شوند و به کم کردن قیمت‌ها و کاهش خطرات کمک می‌کنند.
در ایالات متحده، نیم میلیون کارمند منابع انسانی وجود دارد و در سراسر جهان هزاران فرصت شغلی بیشتر وجود دارد. رئیس منابع انسانی یا مدیر منابع انسانی، در بیشتر شرکت‌ها، در بالاترین رتبه مدیریت منابع انسانی قرار دارد و به‌طور مستقیم به مدیر عامل اجرایی گزارش می‌دهد و با هیئت مدیره در یک شرکت دارای سیستم مدیرعاملی همکاری می‌کند.
در شرکت‌ها، فرصت‌های شغلی منابع انسانی در یکی از این دو دسته قرار دارند: عمومی و تخصصی. کارکنان عمومی با رسیدگی به پاسخ‌ها، شکایات و کار بر طیفی از پروژه‌های سازمان، از کارکنان پشتیبانی می‌کنند. آن‌ها، می‌توانند در تمام زمینه‌های کاری با کارکنان در ارتباط باشند و بنابرین به طیف گسترده‌ای از آگاهی نیاز دارند. مسئولیت کارکنان عمومی منابع انسانی، با توجه به نیازهای کارمندان، به‌طور عمیقی متنوع است. کارکنان متخصص، برعکس، وظیفه مخصوصی را در منابع انسانی بر عهده دارند. یک مدیر منابع انسانی بودن به عنوان یکی از بهترین شغل‌ها ملقی می‌شود و در رنکینگ سی‌ان‌ان مانی.کام در سال ۲۰۰۶، در رتبه ۴ام قرار داشت و در رنکینگ شرکتی مشابه، درذ رتبه ۲۰ام بود. ملاک این انتخاب‌ها، میزان دریافت، رضایت شغلی، امنیت شغلی، آینده شغلی و مزایا برای جامعه بود.
مشاوره منابع انسانی یک شغل مرتبط است که در آن افراد به عنوان مشاوران شرکت‌ها کار می‌کنند و وظایف خود را خارج از شرکت تکمیل می‌کنند. در سال ۲۰۰۷، در سراسر جهان ۹۵۰ شرکت مشاوره منابع انسانی وجود داشت که ۱۸٫۴ میلیارد دلار از بازار را به خود اختصاص می‌داد. ۵ شرکت پر درآمد عبارت بودند از: شرکت مشاوره‌ای مرسر، ارنست اند یانگ، واتسون ویات (اکنون بخشی از تاورز واتسون است)، ای‌اوان (اکنون با مؤسسه هویت ادغام شده‌است)، و هی گروپ - کورن فری و پرایس واتر هاوس کوپرز. در سال ۲۰۱۰، مشاوره منابع انسانی رتبه ۴۳ام رنکینگ سی‌ان‌ان مانی.کام را در اختیار داشت.
برخی افراد با مدرک دکترای منابع انسانی یا رشته‌های مرتبط، مانند روان‌شناسی صنعتی و سازمانی و مدیریت، استادی هستند که مبحث منابع انسانی را در مراکز تحصیلات عالی، تدریس می‌کنند. اغلب می‌توان آن‌ها را در دانشکده کسب‌وکار و در بخش‌های منابع انسانی و مدیریت، پیدا کرد. بسیاری از اساتید، پیرامون موضوعاتی مانند پاداش مالی، استخدام و آموزش تحقیق می‌کنند که در زیرمجموعه مدیریت منابع انسانی قرار دارند.

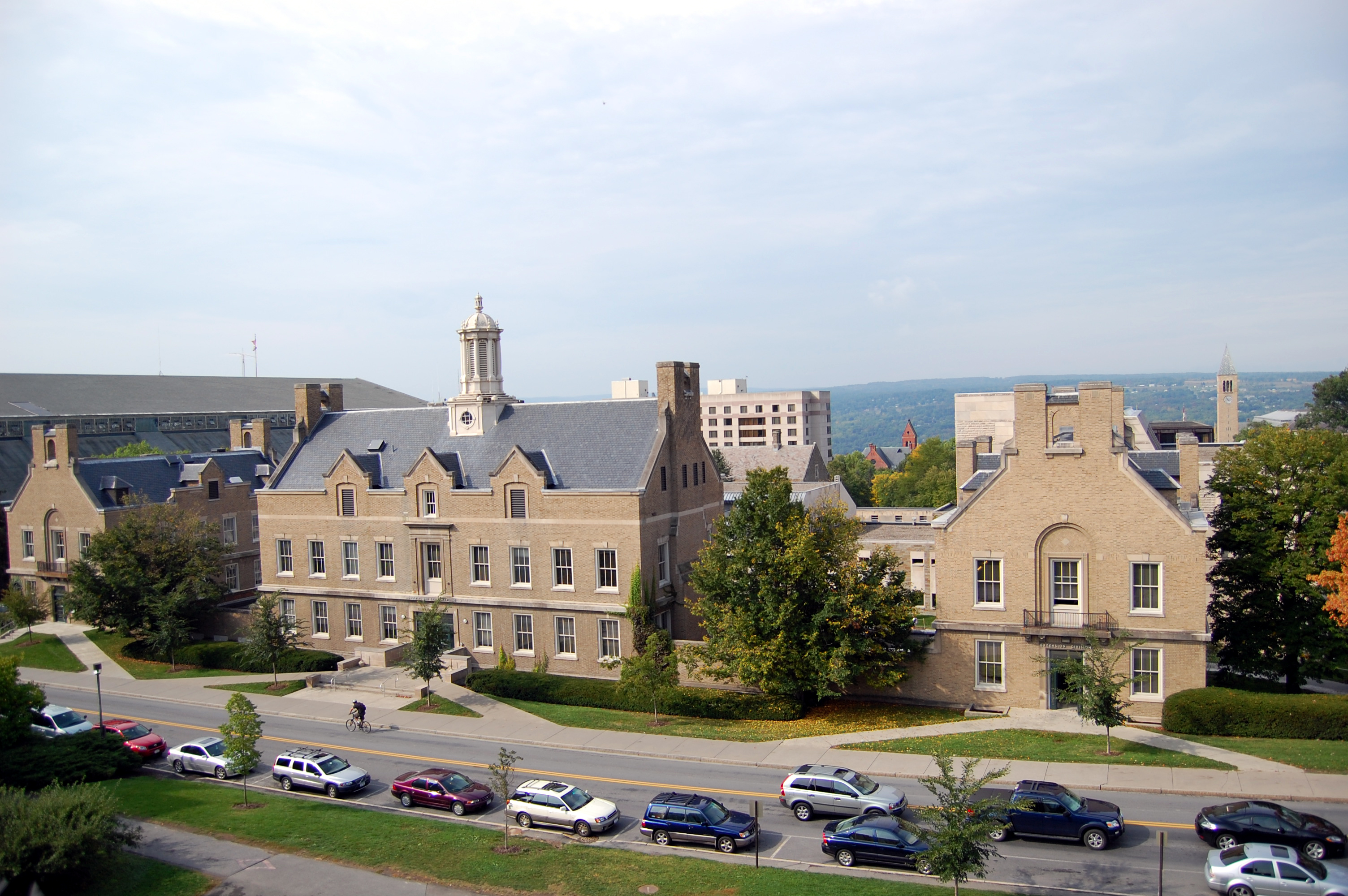
دانشکده روابط صنعتی و کاری در دانشگاه کرنل اولین دانشکده برای مطالعه مدیریت منابع انسانی می‌باشد.

چند دانشگاه برنامه درسی مربوط به مدیریت منابع انسانی و رشته‌های مرتبط را ارائه می‌دهند. دانشکده روابط صنعتی و کاری در دانشگاه کرنل اولین دانشکده برای مطالعات عالی در زمینه مدیریت منابع انسانی در جهان بود. آن دانشکده به ارائه دروس در مقاطع کارشناسی، کارشناسی ارشد و دکترا ادامه داد، و یک برنامه رشته‌های مشترک را با دانشکده مدیریت ساموئل کورتیس جانسون اجرا نمود. سایر دانشگاه‌ها که تماماً به مطالعه مدیریت منابع انسانی اختصاص یافتند، عبارتند از: دانشگاه ایالتی میشیگان، دانشگاه مینه‌سوتا، دانشگاه ایلینوی در اربانا و دانشگاه رنمین چین. بسیاری از دانشگاه‌ها، در دانشکده‌های کسب‌وکار یا سایر دانشکده‌ها، بخش‌ها و موسساتی مرتبط با این رشته ایجاد کردند. بیشتر این دانشکده‌ها، اغلب در بخش‌های مدیریت خود، رشته مدیریت منابع انسانی را ارائه می‌دهند.
در حوزه علوم مدیریت منابع انسانی و زیر شاخه‌های این علم شامل روابط کار، جبران خدمات و حقوق و دستمزد، آموزش و یادگیری و ایمنی و بهداشت کارکنان تعداد زیادی سازمان‌ها و انجمن‌های حرفه‌ای ملی، منطقه‌ای و بین‌المللی وجود دارند که امر آموزش و پرورش متخصصان را بر عهده دارند و برابر شیوه‌های مختلف گواهینامه‌های صلاحیت و تخصص حرفه‌ای Professional in Human Resources صادر می‌کنند.
مؤسسه خبرگی توسعه و پرسنل (انگلیسی: Chartered Institute of Personnel and Development) که در انگلستان تأسیس شده‌است و قدیمی‌ترین سازمان حرفه‌ای در زمینه مدیریت منابع انسانی بوده که در سال ۱۹۱۳ تأسیس شده‌است.
انجمن مدیریت منابع انسانی (انگلیسی: Society for Human Resource Management) که در ایالات متحده آمریکادر سال ۱۹۴۸ تأسیس شده‌است و بزرگترین انجمن حرفه‌ای حوزه مدیریت منابع انسانی است که با بیش از ۲۵۰۰۰۰ عضو در ۱۴۰ کشور فعالیت می‌کند. این انجمن و موسسات زیر مجموعه آن گواهینامه‌های حرفه‌ای مدیریت منابع انسانی مدیریت ارشد حرفه‌ای منابع انسانی
متخصص ارشد حرفه‌ای منابع انسانی انگلیسی: Senior Professional Human Resources (SPHR)، متخصص حرفه‌ای منابع انسانی انگلیسی: (Professional Human Resources (PHR، متخصص حرفه‌ای جهانی منابع انسانی انگلیسی: Professional Human Resources GPHR Global را ارائه می‌دهد و به وسیله سازمان اعطای گواهینامه، مدرک صادر می‌کند.
دنیا در کار (انگلیسی: WorldatWork) که در ایالات متحده آمریکا بر "جبران خدمات جامع Total Rewards" (مانند پاداش، مزایا، کار و زندگی، اجرا، به رسمیت شناختن و توسعه فرصت‌های شغلی) تمرکز دارد و در ارتباط با پاداش و تعادل کار و زندگی گواهی‌نامه‌های، گواهینامه حرفه‌ای جبران خدمات انگلیسی: Certified Compensation Professional (CCP)، گواهینامه حرفه‌ای مزایا انگلیسی: Certified Benefits Professional (CBP)، گواهینامه حرفه‌ای جبران خدمات جهانی انگلیسی: Global Remuneration Professional (GRP))، گواهینامه حرفه‌ای زندگی کاری انگلیسی: Work-Life Certified Professional (WLCP)، گواهینامه حرفه‌ای جبران خدمات مدیران ارشد اجرایی انگلیسی: Certified Executive Compensation Professional (CECP)، گواهینامه جبران خدمات فروش انگلیسی: Certified Sales CompensationProfessional (CSCP)، و سایر برنامه آموزش حرفه‌ای در حوزه جبران خدمات را ارائه می‌دهد.
انجمن مدیریت توسعه منابع انسانی ایران که سازمانی غیردولتی، غیرانتفاعی که در سال ۱۳۸۳ با هدف اشاعه فرهنگ مدیریت منابع انسانی، توسعه دانش و ارتقاء سطح پژوهش، مشارکت و تأثیرگذاری در تدوین قوانین و مقررات و هم چنین ایجاد فضای مناسب جهت تبادل اطلاعات، تجربیات و ایده‌های نوین در حوزه مدیریت منابع انسانی کشور تأسیس گردید. این انجمن نیز گواهینامه‌ها حرفه‌ای منابع انسانی صادر می‌نماید.
مؤسسه استخدام‌ها یک سازمان فنی و حرفه‌ای در زمینه استخدام است که به اعضای خود آموزش می‌دهد، از آن‌ها حمایت می‌نماید و برایشان دوره‌های مختلف برگزار می‌کند. سایر سازمان‌ها عبارتند از: جامعه آمریکا برای آموزش و پیشرفت و شناسایی حرفه‌ای‌گران بین‌المللی.
1. ↑  Analysis and design of work
2. ↑  HR Planning
3. ↑  Recruiting
4. ↑  Traning and development
5. ↑  Performance Management
6. ↑  Compensation
7. ↑  Employee relation

- ترجمه از ویکی‌پدیا انگلیسی
- ترجمه از certification ویکی‌پدیا انگلیسی
- ترجمه از Institute of Personnel and Development ویکی‌پدیا انگلیسی
- ترجمه از for Human Resource Management ویکی‌پدیا انگلیسی
- ترجمه از ویکی‌پدیا انگلیسی
- ترجمه از in Human Resources ویکی‌پدیا انگلیسی

1. ↑  Johnason, P. (2009). HRM in changing organizational contexts. In D. G.Collings & G. Wood (Eds.), Human resource management: A critical approach (pp. 19-37). London: Routledge.
2. ↑  فصلنامه کتاب، مدیریت منابع انسانی، نوشتهٔ گلی بلسینگر، ترجمهٔ علی خسرو جردی، پاییز ۱۳۸۳، شماره ۵۹.
3. ↑  Collings, D. G., & Wood, G. (2009). Human resource management: A critical approach. In D. G. Colligs & G. Wood (Eds.), Human resource management: A critical approach (pp. 1-16). London: Routledge.
4. ↑  Paauwe, J., & Boon, C. (2009). Strategic HRM: A critical review. In D. G. Collings, G. Wood (Eds.) & M.A. Reid, Human resource management: A critical approach (pp. 38-54). London: Routledge.
5. ↑  «Human Resource Management | Introduction to Business». courses.lumenlearning.com. دریافت‌شده در ۲۰۲۴-۱۰-۱۹.
6. ↑  Armstrong, Michael (2009). Armstrong's handbook of human resource management practice. Armstrong, Michael, 1928- (Eleventh ed.). London: Kogan Page. ISBN 9780749457389. OCLC 435643771.
7. ↑  Obedgiu, Vincent (2017-01-01). "Human resource management, historical perspectives, evolution and professional development". Journal of Management Development. 36 (8): 986–990. doi:10.1108/JMD-12-2016-0267. ISSN 0262-1711.
8. ↑  "Employee retention: 10 strategies for retaining top talent". CIO (به انگلیسی). Retrieved 2024-05-29.
9. ↑  Mark O'Sullivan, 2014, What Works at Work, The Starbank Press, Bath, page 3.
10. ↑  Merkle, Judith A. (1980-01-01). Management and Ideology. University of California Press. p. 1. ISBN 978-0-520-03737-3.
11. ↑  Itani, Sami (22 September 2017). The Ideological Evolution of Human Resource Management: A Critical Look into HRM Research and Practices. Critical Management Studies Book Set (2016-2019). Bingley, Yorkshire: Emerald Group Publishing (published 2017). ISBN 9781787433908. Retrieved 3 April 2021.
12. ↑  "History of HR and the CIPD". Chartered Institute of Personnel and Development. Archived from the original on 2016-07-15. Retrieved 2016-07-19.
13. ↑  Mayo, Elton (1945). "Hawthorne and the Western Electric Company" (PDF). Harvard Business School. Archived from the original (PDF) on 6 January 2012. Retrieved 28 December 2011.
14. ↑  Ardichvili, Alexandre; Zavyalova, Elena K. (8 May 2015). "HRD in the Former Soviet Union (1917-1990)". Human Resource Development in the Russian Federation. Routledge Studies in Human Resource Development. New York: Routledge (published 2015). p. 43. ISBN 9781317815846. Retrieved 3 April 2021. [...] features of personnel management that were typical for the socialist Soviet Union [...]: Ideologization of all definitions, regulations, concepts, and explanations; linking the fundamental principles of personnel management with the classical works of the Marxist-Leninist theory as well as the obligatory references to the Communist Party documents of various levels [...]; and administrative and even criminal liability for non-working, enshrined as a separate item in the constitution of the USSR.
15. ↑  "Archived copy" (PDF). Archived from the original (PDF) on 2021-01-19. Retrieved 2020-10-05.{{cite web}}:  نگهداری یادکرد:عنوان آرشیو به جای عنوان (link)
16. ↑  "About Cornell ILR". Cornell University School of Industrial and Labor Relations. Retrieved 2010-01-29.
17. ↑  "About SHRM". Society for Human Resource Management. Archived from the original on 16 January 2009. Retrieved 22 December 2011.
18. ↑  Hale, Henry E. (2014). Patronal Politics. Problems of International Politics. Cambridge University Press. p. 49. ISBN 9781107073517. Retrieved 2015-08-24. Not seen as having the right stuff for high-profile posts such as the one held by Trotsky, Stalin thus occupied a series of relatively low-level positions in the Communist leadership after the revolution. One of these, which he acquired in 1919, was the de facto head of the Communist Party's Organizational Bureau (Orgburo), seen then as a technical body in much the same way a human resources department is seen in a modern institution. [...] Stalin's genius was to recognize that [...] this was precisely the position to occupy. Using his position to influence who was appointed to lower-level party posts, each relatively unimportant in its own right, Stalin systematically advanced people he believed would support him in the future, thereby constructing a large network of political clients within the party and the state which it dominated. [...] This patronalistic mechanism constituted what Robert V. Daniels later called the great 'circular flow of power' that essentially decided Communist Party leadership disputes and solved succession crises from Stalin straight through to Gorbachev. The power to influence lower-level appointments was concentrated, though still largely seen as a technical matter, with the creation of the post of general secretary in 1922, a post-Stalin was in a perfect position to occupy, and he did.
19. ↑  Pipko, Simona (2002). Baltic Winds: Testimony of a Soviet Attorney. Xlibris Corporation. p. 451. ISBN 9781401070960. Retrieved 2015-08-24. The Secretariat personified the Stalinist system. [...] It runs the day-to-day affairs of the State as well as the Party. Can you imagine that huge body of bureaucratic anachronism, which was also responsible for the selection and promotion of 'cadres'? The model invented by Stalin to consolidate his power existed up to contemporary time. [...] Stalin had both the time and the ability to shape human resources to his own ends, teaching secrecy, brutality and duplicity.
20. ↑  Fundamentals of Human Resource Management ویرایش چهارم. ISBN 978-0-07-122106-1
21. ↑  Ulrich, Dave (1996). Human Resource Champions. The next agenda for adding value and delivering results. Boston, Mass.: Harvard Business School Press. ISBN 978-0-87584-719-1. OCLC 34704904.
22. ↑  مدیریت منابع انسانی (۱۴۰۳-۰۴-۰۴). «مشاور حقوقی».
23. ↑  "Managing for Employee Retention". SHRM (به انگلیسی). 2019-02-26. Archived from the original on 2021-08-16. Retrieved 2020-10-12.
24. ↑  Storey, John (2014). New Perspectives on Human Resource Management (Routledge Revivals). doi:10.4324/9781315740560. ISBN 9781315740560.